# 钱德里
钱德里（Chanderi），是印度中央邦Guna县的一个城镇。总人口28313（2001年）。

## 人口
该地2001年总人口28313人，其中男性14696人，女性13617人；0—6岁人口4934人，其中男2534人，女2400人；识字率62.40%，其中男性为72.22%，女性为51.80%。